# Saison 8 de Femmes de loi
| N° | #  | Titre                            | Réalisation                  | Scénario                                  |
| --- | -- | -------------------------------- | ---------------------------- | ----------------------------------------- |
| 33 | 1  | Une femme parfaite               | Hervé Renoh                  | Céline et Martin Guyot                    |
| Pour démasquer les coupables, deux jeunes femmes, Élisabeth Brochère, substitut du procureur, et Émilie Jeanson, lieutenant de police, ne fonctionnent ni ne raisonnent toujours de la même manière. Il arrive même qu'elles soient en désaccord, mais, essayant de travailler en harmonie, elles finissent cependant par découvrir la vérité. |    |                                  |                              |                                           |
| 34 | 2  | La Robe et la Justice            | Hervé Renoh                  | I.K. Patard                               |
| Un homme est assassiné dans un square. Le seul témoin est une fillette de quatre ans, qui désigne la substitut Élisabeth Brochène comme l'auteur du crime. Bien que la lieutenant de police, Théo, Perrin et le procureur général soient convaincus de l'innocence d’Élisabeth, cette accusation - considérée dans un premier temps comme une fantaisie d'enfant- se trouve peu à peu étayée par les éléments de l'enquête : des photos de la substitut sont retrouvées chez la victime, une femme répondant à sa description s'est rendue chez ce dernier afin d'y faire disparaître des preuves, enfin, on trouve une empreinte digitale d’Élisabeth sur la chemise que portait la victime... Comment tout cela est-il possible si Élisabeth est innocente ? |    |                                  |                              |                                           |
| 35 | 3  | Passager clandestin              | Benoît Valère et Hervé Renoh | Jean Rousselot et Stéphane Massard        |
| Les femmes de loi découvrent un cadavre au milieu d'un champ, le corps entièrement disloqué. La victime, Noire et âgée d'une vingtaine d'années, ne possède aucun papier ! Lorsqu'elles aperçoivent un avion en descente vers l'aéroport situé à proximité, les enquêtrices pensent comprendre ce qui a dû se passer : il s'agit d'un clandestin, prêt à tout pour quitter sa terre natale et venir tenter sa chance en Europe. Sauf qu'au moment où la loge du train d'atterrissage de l'avion en provenance d'Afrique s'est ouverte, le malheureux a dû faire une chute mortelle de plusieurs centaines de mètres ! Un cas similaire s'est produit un mois auparavant. Dans ce cas, l'affaire concerne l'immigration. |    |                                  |                              |                                           |
| 36 | 4  | La Reine de cœur                 | Benoît Valère et Hervé Renoh | Jean-Marie Chavent et Solen Roy-Pagenault |
| Le commissaire-priseur Christian Pavois a été assassiné dans le décor somptueux de la future vente d'objets rares du XVIIIe siècle, qu'il s'apprêtait à orchestrer. Qui a tué cet éminent spécialiste de la reine Marie-Antoinette, décrit comme un homme intègre, passionné et sympathique ? Tout porte à croire qu'il s'agit d'un cambriolage qui a mal tourné. Tandis que le lieutenant Jeanson remonte la piste d'une habile bande de trafiquants d'œuvres d'art, Élisabeth Brochène s'intéresse de plus près à la vie privée de la victime. Derrière la façade d'une famille recomposée idéale, la juge découvre en effet que le commissaire-priseur s'apprêtait à déshériter sa fille unique, au profit de sa belle-fille... Cette nouvelle enquête va plonger Élisabeth Brochène et son adjointe, au cœur d'une intrigue, où les amours clandestines de la reine Marie-Antoinette se révèleront plus utiles que les techniques scientifiques pour démasquer le meurtrier. |    |                                  |                              |                                           |
| 37 | 5  | Soirée privée                    | Klaus Biedermann             | Céline et Martin Guyot                    |
| Le procureur Élisabeth Brochène, et le lieutenant Émilie Jeanson sont à la poursuite d'une tueuse en série officiant dans le milieu très fermé des clubs échangistes. Après des investigations sur le terrain, il apparaît que les différentes victimes participaient toutes à des soirées très « privées », à l'anonymat respecté et au décorum fastueux, tenues dans des lieux gardés secrets par les organisateurs. Qui organise ces soirées, quels en sont les participants et surtout quel serait le mobile de notre tueuse ? Toute une organisation que nos Femmes de loi devront remonter afin de démasquer le coupable. |    |                                  |                              |                                           |
| 38 | 6  | Bleu comme la mort               | Klaus Biedermann             | I.K. Patard                               |
| Un inquiétant cambrioleur portant un masque de rat braque la boutique d'un négociant en pierres précieuses. Quelques jours plus tard, un homme est retrouvé mort à son domicile et le substitut Brochène ne tarde pas à l'identifier comme « le cambrioleur au masque de rat. » Aurait-il été victime d'un complice désireux de garder pour lui l'intégralité des pierres volées chez le négociant, comme le pense le lieutenant Jeanson ? Si c'était le cas, les Femmes de loi boucleraient rapidement leur enquête, mais un élément vient changer la donne : il semble que le cambrioleur ait également volé, dans le coffre du négociant, une substance radioactive. Qu'est ce qu'un négociant en pierres précieuses pourrait bien avoir affaire de ce type de substance ? Difficile de lui poser la question : le négociant est mort d'une crise cardiaque pendant le braquage de sa boutique... Les Femmes de loi vont avoir du fil à retordre pour percer un mystère qui s'épaissit encore quand elles découvrent que le cœur de cette affaire est une pierre volée, Le Grand Bleu, disparue il y a 10 ans... |    |                                  |                              |                                           |
| 39 | 7  | Un loup dans la bergerie         | Klaus Biedermann             | Céline et Martin Guyot                    |
| Un jeune étudiant issu des banlieues, élève d'une prestigieuse école de commerce, s'effondre empoisonné lors d'un oral d'examen. Sur la scène de crime, nos Femmes de loi apprennent que la victime était issue de la filière parallèle, à savoir des quotas d'admission mis en place par l'école afin de permettre à des élèves issus de quartiers sensibles d'intégrer l'école sans passer le concours. L'enquête s'ouvre alors sur la piste d'opposants à cette politique d'admission... L'école avait été, en effet, le terrain d'une campagne de tracts visant à annuler celle-ci. La victime avait d'ailleurs été violemment attaquée et battue quelques jours avant sa mort. Pourtant, la résolution de l'énigme ne s'avérera pas aussi simple et il faudra que nos Femmes de loi parviennent à percer à jour la véritable personnalité de la victime pour comprendre le mobile du tueur... Un loup serait-il entré dans la bergerie ? |    |                                  |                              |                                           |
| 40 | 8  | La Vérité sur le bout des doigts | Patrice Martineau            | Nadège de Miroschedji et Stéphane Carrié  |
| Nos Femmes de loi sont appelées sur les lieux d'un accident de la route mortel. Une voiture s'est encastrée dans un platane, un homme est mort... Le problème est que son corps a été retrouvé sur le siège conducteur, alors que ses blessures sont celles de quelqu'un qui aurait été assis sur le siège passager... S'agit-il d'une mise en scène maquillant un meurtre en accident ? |    |                                  |                              |                                           |
| 41 | 9  | La Nécropole                     | Patrice Martineau            | Alain Patetta et Frank Calderon           |
| Dans le parking d'un immeuble, une explosion de gaz met au jour une nécropole gallo-romaine dans laquelle s'enchevêtrent des dizaines de squelettes. Les archéologues se pressent sur cette fantastique découverte jusqu'à ce que l'un d'eux remarque un squelette un peu à l'écart des autres. À son poignet, ce cadavre porte une magnifique montre automatique... La victime, qui a été tuée à coups de glaives romains, est rapidement identifiée par les Femmes de loi. Il s'agit de Richard Leclerc, un célèbre archéologue. Le problème, c'est que Leclerc est censé avoir déjà péri, il y a presque dix ans, dans l'incendie de ses bureaux ! Qui, alors, est enterré à sa place ?... Après enquête, il s'avère qu'il s'agit de Marion Bompard, archéologue elle aussi, qui travaillait parfois pour Leclerc sur des fouilles. |    |                                  |                              |                                           |
| 42 | 10 | Mort sur le net                  | Patrice Martineau            | Céline et Martin Guyot                    |
| Dans une zone commerciale, une moto fonce en direction d'un tremplin. Elle prend de plus en plus d'élan quand, soudain, un gros 4×4 noir vient lui barrer la route. Le motard vole alors en l'air et retombe lourdement sur le sol. Il est simplement sonné et essaie tant bien que mal de retrouver ses esprits lorsque le véhicule fait marche arrière et lui roule dessus. Nos Femmes de loi vont alors devoir enquêter sur l'univers des courses de moto mais également sur Internet où des vidéos de celles-ci sont mises en ligne, comme des « exploits »... |    |                                  |                              |                                           |